# Svenja Görger
Svenja Görger (* 4. Juli 1987 in Karlsruhe) ist eine deutsche Schauspielerin.

## Leben
Svenja Görger schloss ihr Abitur 2007 in Karlsruhe ab. Danach sammelte sie ein Jahr Auslandserfahrung beim Roten Kreuz in Australien. Zurück in Deutschland begann sie 2010 ihr Schauspielstudium an der Freien Schauspielschule Hamburg, das sie 2013 beendete. Synchronsprecherkurse in 2011 sowie das Susan Batson Studio in New York (2013) waren weitere Stationen auf ihrem Weg, den Beruf der Schauspielerin zu erlernen.
Sie spielte in verschiedenen Theaterproduktionen mit. Unter anderem war sie bereits 2012 in Hamburg in der Hauptrolle in Kleists Penthesilea zu sehen, Regie führte Wolfgang Kraßnitzer. In dem Solostück Die Kellnerin Anni unter der Regie von Jürgen Lederer stand sie ebenfalls in Hamburg auf der Bühne.
Auch im deutschen Fernsehen ist sie präsent. Sie besetzte 2014 die Rolle der Elfi im Tatort – Weihnachtsgeld. 2015 war sie als Eugenia in der WDR-Produktion Sechs auf einen Streich – Die Salzprinzessin zu sehen. Im Kino konnte man sie 2013 unter anderem als Anna in Ralf Kempers Film Damned on Earth sehen. Weiterhin hat sie unter der Regie von Stefano Casertano, Jannik Pape, Carmen Ho, Marc Schelper und Thiago Braga gearbeitet. Für die Fernsehsendungen der Sozialorganisation Aktion Mensch hat sie seit 2016 das Casting durchgeführt.

## Filmografie (Auswahl)

### Fernsehen
- Sechs auf einen Streich – Die Salzprinzessin, WDR, (Regie: Zoltan Spirandelli), 2015
- Tatort – Weihnachtsgeld, ARD (Regie: Zoltan Spirandelli), 2014
- Auf Herz und Nieren, Sat.1 – TV-Serie, 2012

### Kino
- Losers, I Love (Spielfilmteaser, Regie: Stefano Casertano), 2018
- Mind Yourself (Regie: Jannik Pape), 2017
- Inola (Regie: Marc Schelper), 2016
- Nachbarn (Regie: Marc Schelper), 2015
- Choose Wisely (Regie: Carmen Ho), 2014
- Damned on Earth (Regie: Ralf Kemper), 2013
- Sein (Regie: Thiago Braga), 2013
- Wehrlos (Regie: Thiago Braga), 2013
- Last Day (Regie: Marc Schelper), 2012

## Theater (Auswahl)
- same same NOT different Vol. 1, Fabriktheater Moabit, 2016
- Penthesilea, DAS Theater Hamburg, 2012
- Die Kellnerin Anni, DAS Theater Hamburg, 2012
- Der Watzmann ruft, Komödie Cottbus, 2012